# Buchenroedera spicata
Buchenroedera spicata là một loài thực vật có hoa trong họ Đậu. Loài này được Harv. mô tả khoa học đầu tiên.